# Yagi Naoki
Naoki Yagi (sinh ngày 18 tháng 12 năm 1991) là một cầu thủ bóng đá người Nhật Bản.

## Sự nghiệp câu lạc bộ
Naoki Yagi đã từng chơi cho Kashima Antlers.